# Gillis Peeters il Vecchio
Gillis Peeters (Anversa, 1612 – Anversa, 1653) è stato un pittore e incisore fiammingo che contribuì allo sviluppo della pittura marina e del paesaggio nelle Fiandre.

## Biografia

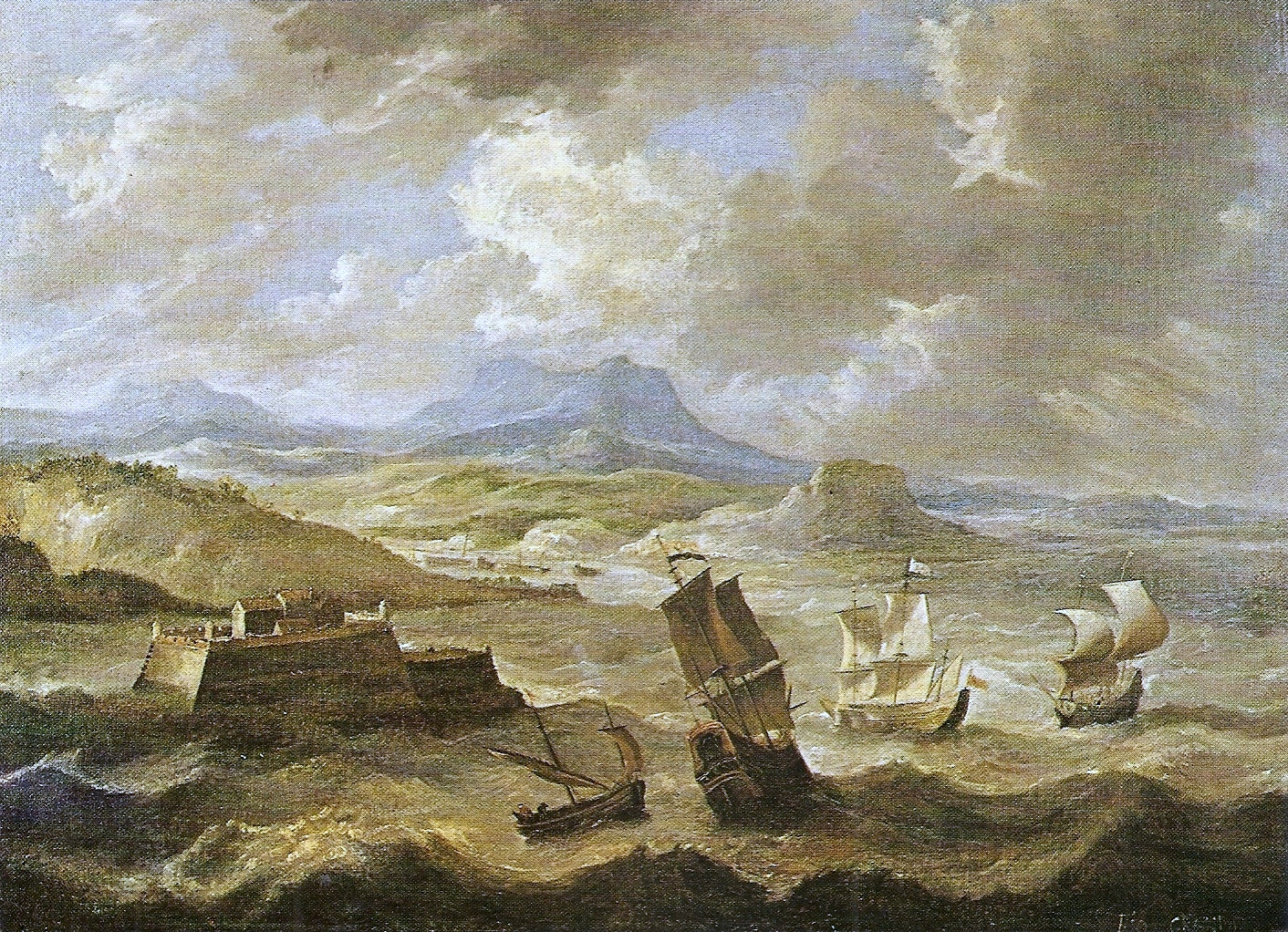
Forte dei Re Magi

Nacque ad Anversa ed era il fratello maggiore dei pittori di marine Catharina, Jan il Vecchio e Bonaventura il Vecchio. Nel 1631 risultava allievo del pittore di fiori olandese Anthony Claesz il Giovane che aveva lasciato il suo paese nel 1629.
Nel 1634, assieme al fratello Bonaventura, divenne maestro nella Corporazione di San Luca di Anversa. Inizialmente i due fratelli condivisero uno studio ad Anversa finché nel 1641 Bonaventura si trasferì ad Hoboken, quartiere di Anversa, dove lavorò in uno studio con i suoi fratelli e allievi Catharina e Jan il Vecchio.
Si ritiene che Gillis si sia recato in Brasile, probabilmente in due occasioni. La prima volta sarebbe stato nel 1636, quando viaggiò in compagnia di Giovanni Maurizio di Nassau-Siegen che era stato nominato governatore dei possedimenti olandesi in Brasile. Arrivò in Brasile nel 1637, ma rimase solo fino all'anno successivo per tornarci probabilmente nel 1640. Durante il suo soggiorno in Brasile produsse quattro dipinti di vedute locali e numerosi disegni che sono stati successivamente utilizzati da lui stesso e suo fratello Bonaventura in dipinti di scene brasiliane.
Era padre di Willem, Gillis il Giovane e Bonaventura il Giovane. Bonaventura il Giovane fu un marinaio e pittore di marine anche se esistono dei suoi paesaggi.
Gillis morì ad Anversa.

## Opere

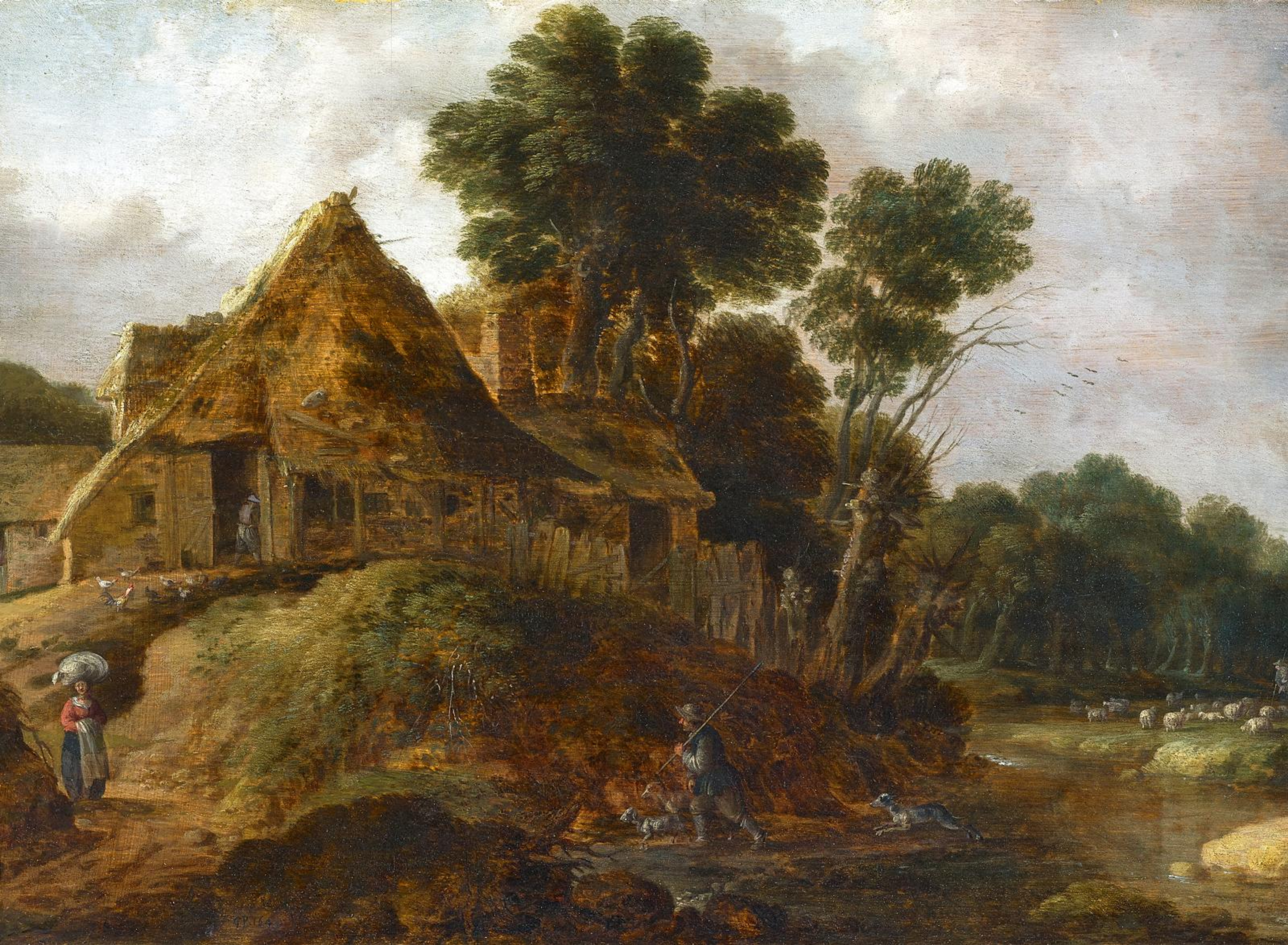
Paesaggio boschivo con un eremita e viaggiatori.

Sebbene Gillis Peeters, come la maggior parte dei membri della sua famiglia di artisti, sia meglio conosciuto come un artista di marine, i paesaggi rappresentano la maggior parte della sua produzione.
Una delle sue prime opere Paesaggio con mulino ad acqua (Rijksmuseum) è datata 1633. Nelle sue tonalità blu-verde assomiglia al lavoro del suo contemporaneo fiammingo Lucas van Uden. I suoi precedenti paesaggi che rappresentano montagne con l'abete rosso, degli anni 1630, sono caratterizzati dalla tavolozza tonale e dalle piccole figure. Questi primi lavori sembrano essere più vicini ai paesaggi di viaggio del pittore fiammingo Paul Bril, che descrivono esperienze immaginarie in un paesaggio meridionale, piuttosto che al barocco di Peter Paul Rubens con i suoi colori chiari e la luce intensa. Negli anni 1640 i suoi orizzonti diventano più profondi e i suoi colori più ricchi.  Il suo Paesaggio roccioso boscoso con una coppia che pascola le pecore (Christie's, 14 novembre 2007, Amsterdam, lotto 191) del 1652 (ma forse del 1632) è un tipico esempio del suo stile di lavoro su piccola scala. A differenza dei paesaggi olandesi contemporanei, che cercavano il realismo, i paesaggi di Peeters sono artificiali e inventati e intesi come una forma di poesia piuttosto che un documento realistico. Con i loro colori dolci, i pittoreschi edifici e gli alberi piumati sembrano anticipare le idilliache visioni Rococò di un François Boucher cento anni dopo.  Alcuni dei suoi paesaggi, come quelli fatti in Brasile (per esempio Vista di Pernambuco di Recife) sono più di natura topografica.
I suoi dipinti marini coprono la gamma di mari tempestosi, scene di battaglia, scene fluviali e scene portuali e sono simili ai primi lavori di suo fratello nei loro toni tenui e nell'effetto atmosferico.
Gillis collaborò con membri della famiglia e altri artisti ad Anversa. Ad esempio, collaborò con suo fratello Bonaventura a un dipinto della "Battaglia di Kallo" e ad altre scene marine. Vi fu anche una collaborazione con David Teniers il Giovane in Scena in un villaggio fiammingo nel quale Teniers dipinse le figure e Peeters il paesaggio.
Gillis studiò da incisore e realizzò varie incisioni di scene di caccia su disegni di Frans Snyders e una serie di scene e paesaggi rurali per l'editore di Anversa Jan Meyssens.

## Note

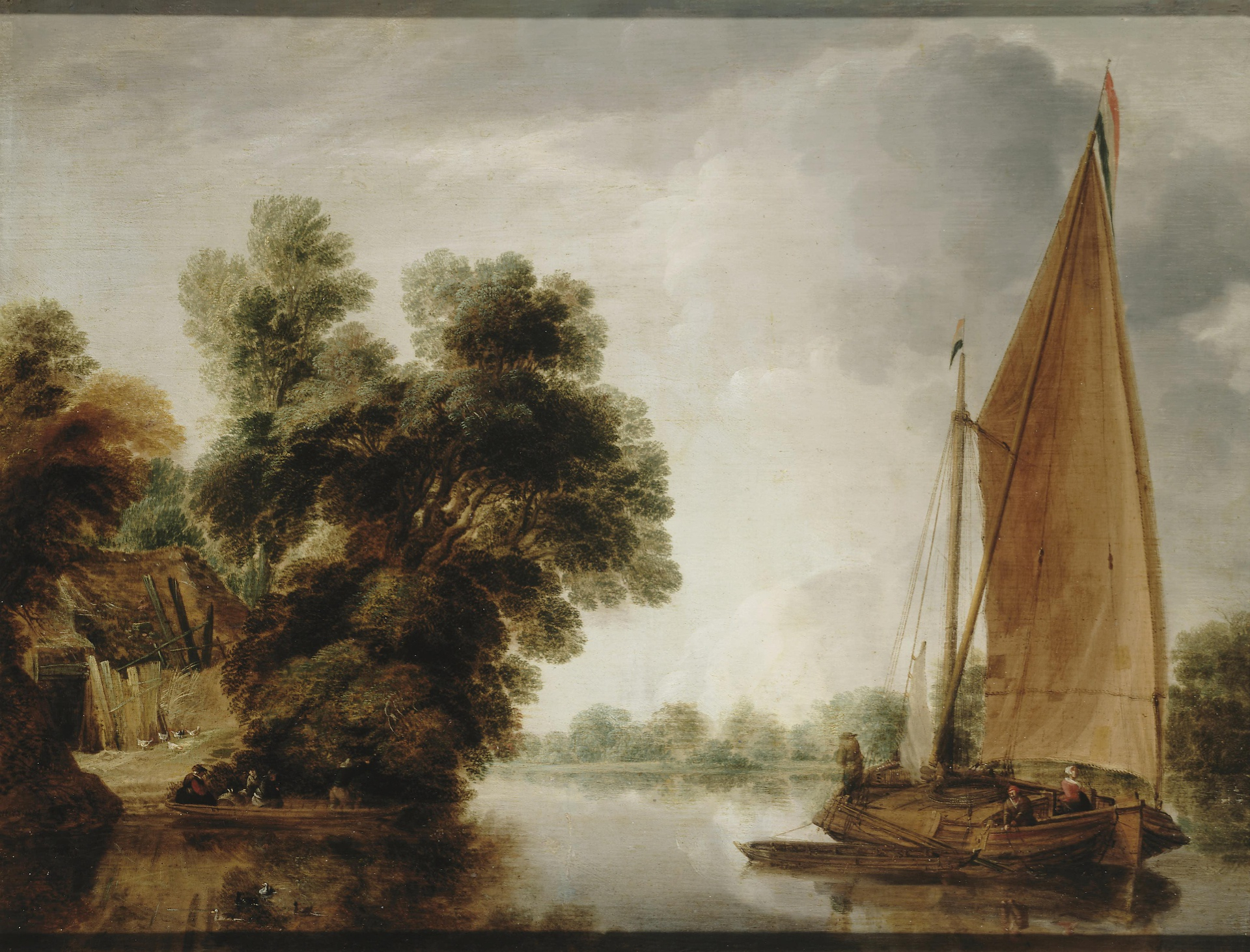
Vista di un fiume.